# Authenticum

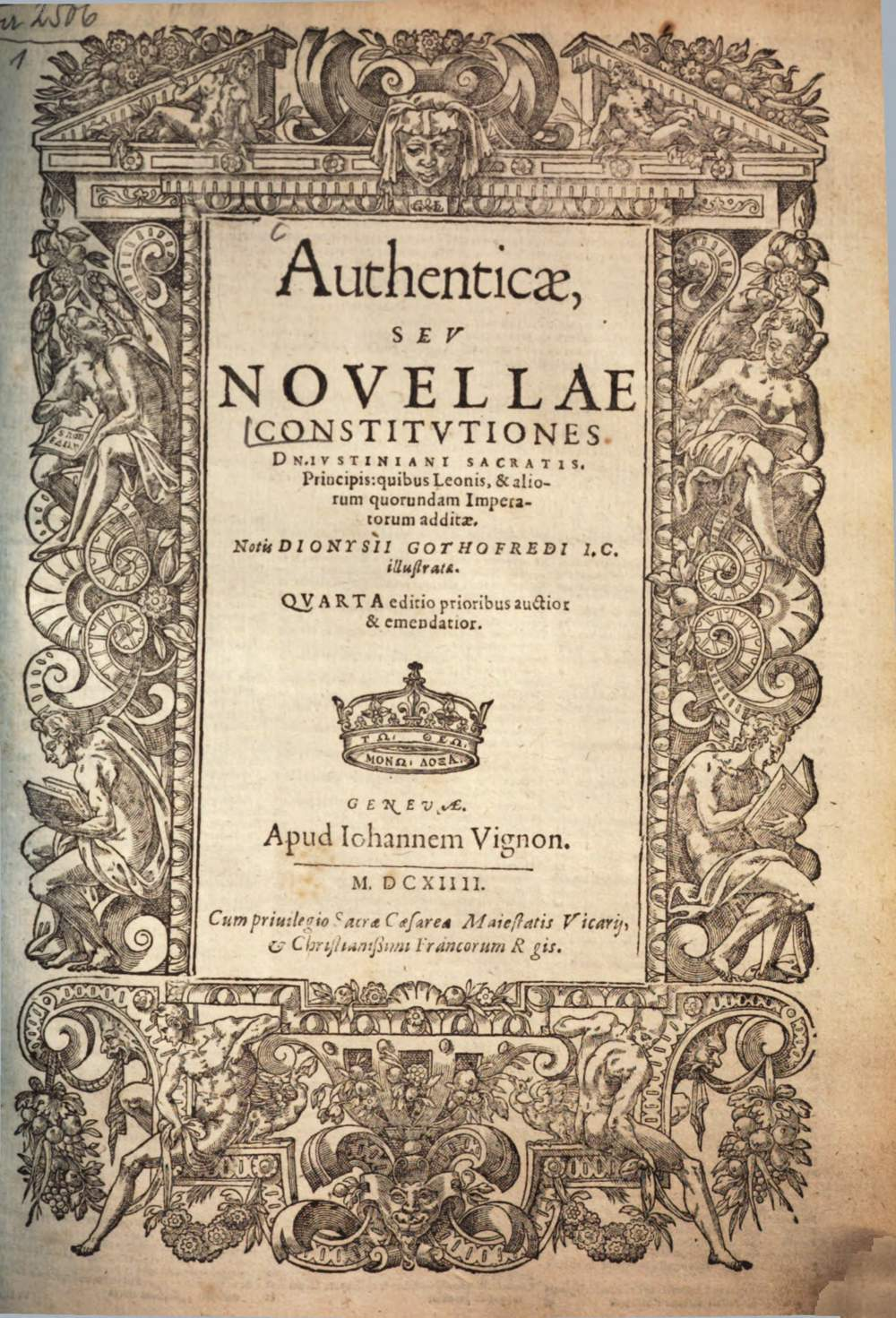
Justinianische Gesetzessammlung des Authenticum in der Version des Herausgebers Dionysius Gothofredus aus dem Jahr 1614

Das sogenannte Authenticum (auch: liber Authenticorum) ist eine lateinische Privatsammlung von Gesetzen und Verordnungen des spätantiken Kaisers Justinian. Enthalten sind in dem Digest Gesetze, die Justinian während seiner Regierungszeit erlassen hatte. In der Version der sogenannten Novellae waren sie dem umfangreichen Corpus iuris zwar bereits beigefügt gewesen, fanden größere Verbreitung aber erst mit dem Authenticum. Inhaltlich ergänzen sie kompiliertes hergebrachten Recht und bringen das byzantinische Recht auf den neuesten Stand der Zeit.

## Inhalt und Bedeutung
Die Sammlung des Authenticum enthält 134 unverkürzt wiedergegebene Gesetze und einen Großteil der Erlasse aus den Jahren zwischen 535 und 556. Achtzehn Novellen sind originär in Latein verfasst. Die übrigen Novellen wurden ursprünglich in Griechisch geschrieben, sind aber ins Lateinische übersetzt worden. Die Urheber der griechischen Texte sind unbekannt.
Die übersetzten Texte werden einem gewissen Julian zugeschrieben, der als Rechtslehrer (antecessor) in Beirut und Konstantinopel tätig war. Aufmerksamkeit lenkte er bereits als Verfasser von Summentexten (summae) und Brevieren (epitomae) auf sich, auch hatte er einen Novellenindex erstellt. Julian war griechischer Muttersprachler. Nach der Neufassung des Codex Iustinianus im November 534 ergingen Gesetze vornehmlich in griechischer Sprache, weshalb die lateinischen Rückübersetzungen aus dem Griechischen als Abweichung und Besonderheiten gelten dürfen. Die Übersetzung war wahrscheinlich dem Rechtsunterricht seiner Zeit geschuldet. Sie erfolgte zudem unter Beibehaltung von Wortstellung und -folge (kata poda), was bei juristischen Texten meist konsequent ad verbum erfolgte. Die Latinisierung einzelner Wörter erfolgte durch Überschreibung griechischer Urtextteile, lediglich häufig wiederkehrende „Konjunktionen“ oder Formen von „sein“ blieben dabei unberücksichtigt.
Für die Lateiner im Reich entstand nahezu parallel die Epitome Juliani (constitutiones novellae Justiniani de graeco in Latinum translate per Julianum, virum eloquentissimum, antecessorem civitatis Constantinopolitanae) mit Anhängen. Inhaltlich differierten die beiden Werke kaum, denn auch die Epitome enthielt als Auszugsschrift Konstitutionen des Kaiser Justinian. Synchronität bestand auch darin, dass nahezu derselbe Zeitraum der justinianischen Erlasse abgedeckt war, nämlich der von 535 bis 555. Das Werk enthielt 124 Novellen, nach Abzug zweier Doppelungen 122. Ansonsten entstand unter dem lateinischen Muttersprachler Justinian eine griechische Novellensammlung, die unter Kaiser Tiberios II. ihren Abschluss fand und – unbereinigt von Doubletten – 168 Stücke enthielt. Die Forschung geht davon aus, dass diese – vermutlich in Konstantinopel angelegte – Novellensammlung lateinisch Verfasstes wiederum entweder ausblendete oder aber, in Umkehrung zum Authenticum und zur Epitome Juliani, in Griechisch wiedergab. Als Verbreitungsgebiet diente jedenfalls der in den Wirren der Völkerwanderung behauptete griechische Osten (Konstantinopel, Griechenland, Ägypten, Syrien und Kleinasien). In das Authenticum wurden illyrische Zusätze eingebracht, weshalb die Forschung bisweilen davon ausging, dass die Transkriptionen überhaupt in Illyrien vorgenommen worden seien.
Es wird vermutet, dass die Textentwürfe des Authenticum entweder auf Beamte der kaiserlichen Kanzlei zurückgehen, oder dass sie von einem Prätorianerpräfekten fixiert wurden. Der Entwurf war in griechischer Sprache wohl deshalb verfasst, weil eine Grundlage in dieser Form sich von selbst zu behaupten vermochte. Ob Justinian persönlich an den Novellen mitgearbeitet hatte, muss offen bleiben, jedenfalls aber war es Aufgabe des Quaestor sacri palatii, Gesetze final zu formulieren. Das Amt des Quaestor sacri palatii hatte Justinian für den römischen Westen kurz zuvor abgeschafft. 
Ab dem 7. Jahrhundert verstand in Ostrom kaum mehr jemand Latein, weshalb das Authenticum in Vergessenheit geriet. Sicherlich bedingt durch die Auffindung der Digesten-Handschrift Littera Florentina, kehrte ab Mitte des 12. Jahrhunderts mit den Glossatoren um Irnerius von Bologna das Interesse an den antiken Kodifikationen wieder. Die ersten Vertreter der Rezeption des römischen Rechts konnten auf die Novellae nicht zurückgreifen, da sie kein Griechisch verstanden (graeca non leguntur), weshalb sie stattdessen das Authenticum verwendeten. Mittels eigener theoretischer Methodik untersuchten die Glossatoren die Texte auf Widersprüche, begutachteten einzelne Rechtsprobleme, erörterten und kommentierten sie. Das Authenticum, so benannt, weil davon ausgegangen wurde, dass es sich um eine offizielle und damit von Justinian befehligte Kompilation handelte, wurde für Weiterbearbeitungen im Rahmen des Rechtsunterricht verwendet. Die justinianische Gesetzgebung wurde als ein einheitliches Ganzes gesehen und im Corpus iuris civilis (im 12. Jahrhundert noch Corpus iuris genannt) aufgenommen, der das gesamte geltende Recht des Reichs wiedergab.

## Ausgaben
- Gustav Ernst Heimbach: Authenticum – Novellarum constitutionum Iustiniani versio vulgata. 2 Bände. Johann Ambrosius Barth Verlag, Leipzig 1846–1851 (Digitalisat Band 2).
- Rudolf Schöll: Iustiniani Novellae. 5 Hefte, Leipzig 1880–1895 (vollendet von Wilhelm Kroll).